# 고시노 다다노리
고시노 다다노리(일본어: 細川 伸二, 1960년 1월 2일~)는 일본의 전직 유도 선수이다. 1992년 하계 올림픽에서 엑스트라라이트급 동메달을 획득했고, 1991년 세계 선수권 대회에서 엑스트라라이트급 금메달과 1990년 아시안 게임 엑스트라라이트급 금메달을 획득했다.

## 같이 보기
- 올림픽 유도 메달리스트 목록